# Gueorgui Prokopenko
Gueorgui  Prokopenko, en ucraniano: Георгій Якович Прокопенко (Kobeliaky, Óblast de Poltava, RSS de Ucrania, Unión Soviética, 21 de febrero de 1937 - Leópolis, Óblast de Leópolis, Ucrania, 5 de mayo de 2021) fue un nadador soviético-ucraniano especializado en pruebas de estilo braza media distancia, donde consiguió ser subcampeón olímpico en 1964 en los 200 metros.
Representó a la Unión Soviética en los Juegos Olímpicos de Roma 1960 y Tokio 1964.

## Palmarés internacional
| Juegos Olímpicos               | Juegos Olímpicos        | Juegos Olímpicos | Juegos Olímpicos  |
| Año                            | Lugar                   | Medalla          | Prueba            |
| ------------------------------ | ----------------------- | ---------------- | ----------------- |
| 1964                           | Tokio ( Japón)          | Medalla de plata | 200 m braza       |
| Campeonato Europeo de Natación |                         |                  |                   |
| Año                            | Lugar                   | Medalla          | Prueba            |
| 1962                           | Leipzig ( Alemania)     | Medalla de oro   | 200 m braza       |
| 1966                           | Utrecht ( Países Bajos) | Medalla de oro   | 200 m braza       |
| 1966                           | Utrecht ( Países Bajos) | Medalla de oro   | 4 × 100 m estilos |